# WWE Draft Lottery (2004)
O WWE Draft de 2004 aconteceu na Joe Louis Arena em Detroit, Michigan em 22 de Março de 2004. O draft aconteceu durante duas horas no Raw exibido ao vivo pela Spike televisão. Após o WWE Draft, a WWE.COM divulgou o restante das mudanças de brand.

## Seleção de lutadores

### Draft televisionado
| Seleção # | Brand (para) | Empregado (Nome real)           | Papel         | Brand (de) |
| --------- | ------------ | ------------------------------- | ------------- | ---------- |
| 1         | SmackDown!   | René Duprée (René Goguen)       | Lutador       | Raw        |
| 2         | Raw          | Shelton Benjamin                | Lutador       | SmackDown! |
| 3         | SmackDown!   | Mark Jindrak                    | Lutador       | Raw        |
| 4         | Raw          | Nidia (Nidia Guenard)           | Diva          | SmackDown! |
| 5         | SmackDown!   | Triple H (Paul Levesque)        | Lutador       | Raw        |
| 6         | Raw          | Rhyno (Terry Gerin)             | Lutador       | SmackDown! |
| 7         | SmackDown!   | Rob Van Dam (Robert Szatkowski) | Lutador       | Raw        |
| 8         | Raw          | Tajiri (Yoshihiro Tajiri)       | Lutador       | SmackDown! |
| 9         | SmackDown!   | Theodore Long                   | Manager       | Raw        |
| 10        | Raw          | Edge (Adam Copeland)            | Lutador       | SmackDown! |
| 11        | SmackDown!   | Spike Dudley (Matt Hyson)       | Lutador       | Raw        |
| 12        | Raw          | Paul Heyman                     | Gerente Geral | SmackDown! |

### Transferências pós-Draft
| Seleção # | Brand (para) | Empregado (Nome real)       | Papel   | Brand (de) |
| --------- | ------------ | --------------------------- | ------- | ---------- |
| 1         | Raw          | Triple H (Paul Levesque)    | Lutador | SmackDown! |
| 2         | SmackDown!   | Booker T (Booker Huffman)   | Lutador | Raw        |
| 3         | Raw          | A-Train (Matt Bloom)        | Lutador | SmackDown! |
| 4         | SmackDown!   | Bubba Ray (Mark LoMonaco)   | Lutador | Raw        |
| 5         | Raw          | Chuck Palumbo               | Lutador | SmackDown! |
| 6         | SmackDown!   | D-Von Dudley (Devon Hughes) | Lutador | Raw        |
| 7         | SmackDown!   | Rico (Rico Constantino)     | Lutador | Raw        |
| 8         | SmackDown!   | Miss Jackie (Jackie Gayda)  | Diva    | Raw        |